# Los Veteranos II
Los Veteranos II – jednostka osadnicza w Stanach Zjednoczonych, w stanie Teksas, w hrabstwie Webb.